# Mencia

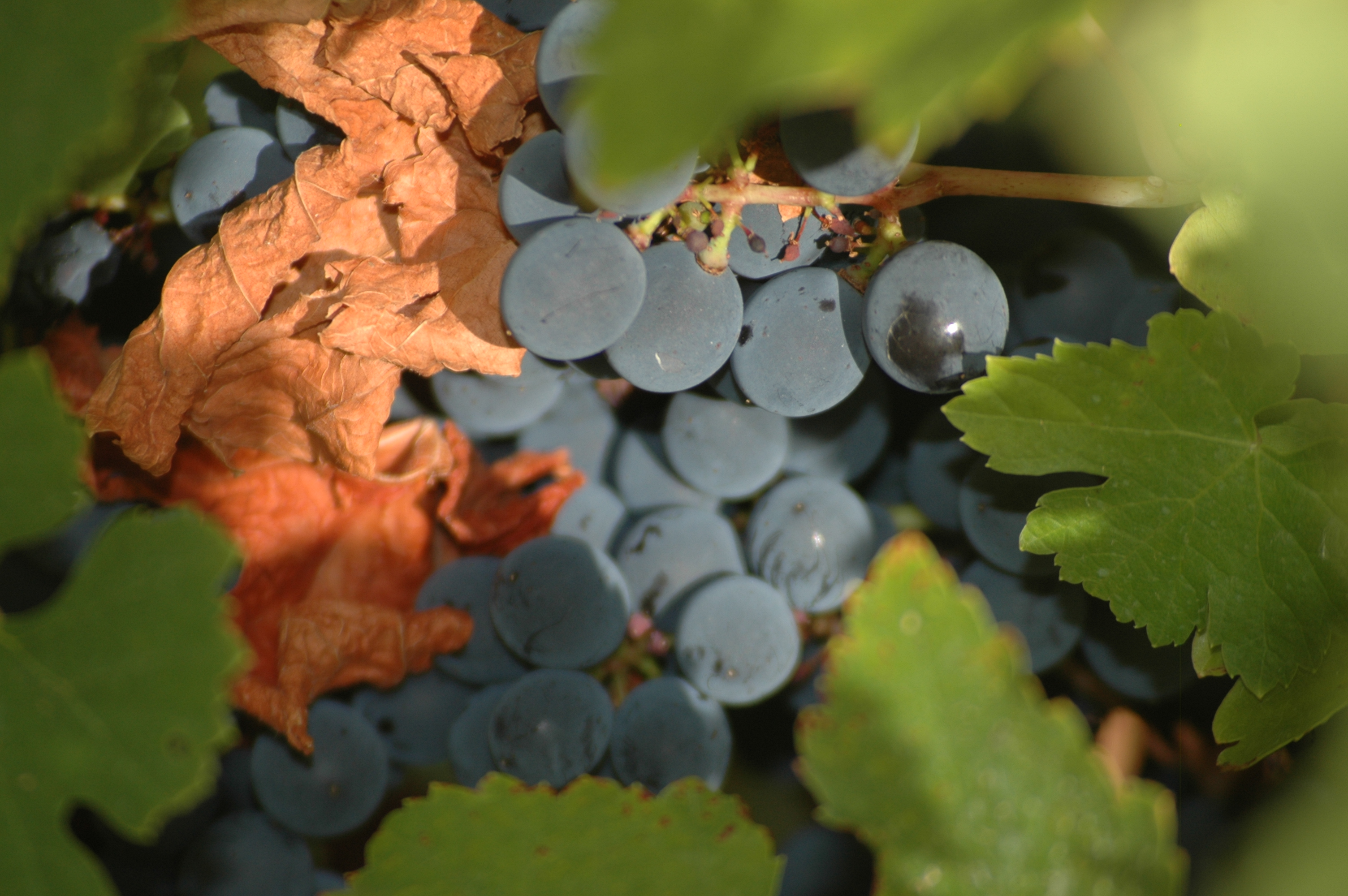
Dojrzałe grona szczepu Mencía

Mencia, jaen – czerwony szczep winorośli właściwej, uprawiany głównie w hiszpańskim regionie Bierzo, a także innych regionach płn.-zach. Hiszpanii oraz w Portugalii.

## Historia
Mencía pochodzi prawdopodobnie z północno-zachodniej Hiszpanii, za czym przemawia duża różnorodność genetyczna. Znaczące uprawy znajdują się w Portugalii, w regionie Dão. Sadzonki odmiany mogli sprowadzić pielgrzymi, powracający z Santiago de Compostela. Na przełomie XX i XXI wieku popularność odmiany zaczęła rosnąć. Przyczyniło się do tego odkrycie potencjału odmiany na najbardziej wymagających stanowiskach.

## Charakterystyka
Mencía okazała się tym samym szczepem, co portugalski jaen. Grona mencii są niewielkie, zaś jagody średnie i średnioduże. Odmiana wypuszcza pąki wcześnie, a dojrzewa średnio wcześnie. Mencia jest podatna na mączniaka i szarą pleśń, źle znosi też silne wiatry. Klony portugalskie i hiszpańskie różnią się między sobą wielkością owoców i plennością.
Przypuszczano, że odmiana jest spokrewniona z cabernet franc, ale badania DNA wykluczyły taką możliwość. Podobne wnioski wyciągnięto w przypadku grenache i graciano. Odmiany rodzicielskie szczepu nie zostały ustalone.

## Rozpowszechnienie i wina
Odmiana jest uprawiana w Hiszpanii i Portugalii (jako jaen). Mencia jest tradycyjnym szczepem w regionie Bierzo (Kastylia i León): czerwone wina oznaczane apelacją Bierzo muszą w przynajmniej 75% składać się z winogron mencia. Region Bierzo DO charakteryzuje się najbardziej zrównoważonym klimatem we wspólnocie Kastylia i León. Mencia spotykana jest także m.in. w apelacjach Monterrei, Rias Baixas, Ribeira Sacra (zwł. wina młode), Ribeiro i Valdeorras w Galicji. W 2008 w Hiszpanii zarejestrowano 9055 winnic obsadzonych mencią.
Mencia daje aromatyczne wina, z delikatnym aromatem czerwonych owoców, a w przypadku win ze starszych krzewów - jeżynowym oraz charakterystycznych nutach mineralnych. Styl bywa przyrównywany do czerwonych win z Doliny Loary. Stanowi popularny surowiec na wina joven (przeznaczone do spożycia bez dłuższego przechowywania) i różowe. W wielu przypadkach mencia szybko się utlenia, przez co gorzej nadaje się do dojrzewania w beczkach. Nie jest to jednak regułą.
W Portugalii odmiana jest uprawiana głównie w regionie Dão. W całym kraju było w 2010 roku 2578 ha winnic obsadzonych szczepem. Przeważa styl wina owocowego, wcześnie przeznaczonego do konsumpcji. Niektórzy producenci poddają winogrona maceracji węglowej, podobnie jak w regionie Beaujolais. Oferuje się także wina kupażowane z innymi odmianami, np. touriga nacional, by osiągnąć większą złożoność i długowieczność wina.

## Synonimy
Podstawowym synonimem jest jaen, nazwa używana przede wszystkim w Portugalii. Inne to: fernao pires tinta, giao, jaen galego, loureiro tinto, mencía pajaral, mencin, negra, negro, tinto mencia, tinto mollar.